# Holasovice
Obec Holasovice (německy Kreuzendorf též Hollasowitz, polsky Holasowice, Hołasowice) leží v okrese Opava. Svým českým názvem připomínají jedno z nejstarších osídlení na území Čech, Moravy a Slezska. Název je odvozen od slovanského kmene Holasiců, kteří zde měli jedno ze svých sídelních hradišť, a to na plochém návrší uprostřed obce. Četné archeologické nálezy potvrzují stáří původního hradiště na 4500 let.
Má přibližně 1 400 obyvatel a katastrální území obce má rozlohu 1623 ha. Ve vzdálenosti 10 km jihovýchodně leží statutární město Opava, 13 km severozápadně město Krnov, 18 km východně město Kravaře a 23 km jižně město Vítkov.

## Název
Nejstarší doklady (1218 a 1234) ukazují podobu Holašice, jehož výchozí Holašici bylo odvozeno od osobního jména Holaš a znamenalo „Holašovi lidé“. Vedle tohoto tvaru se používala též podoba Holašovice doložená poprvé k roku 1237 v upravené německé podobě Holspitz (česky až 1377 jako Hološovice). Z roku 1524 poprvé doložena podoba Holasovice. V němčině se ves od 18. století nazývala Kreuzendorf („ves křižovníků“, míněno Německých rytířů), což bylo jméno přenesené od Holasoviček u Hlubčic (dnes v Polsku).

## Historie
Holasovice a okolní území bylo od 6. stol. obývané slovanským kmenem Holasiců. V roce 874 bylo území kmene Holasiců připojeno velkomoravským knížetem Svatoplukem (vládl 870–894) k Velké Moravě. Po zániku Moravy se za českého knížete Boleslava I. (vládl 935–972) se stává Holasicko po vítězných bitvách s Maďary u Lechu a na jihovýchodní Moravě roku 955 součástí Českého knížectví. V roce 999 je celé území odtrženo a připojeno k Polsku. V 11. století za vlády českého knížete Oldřicha (vládl 1012–1034) bylo znovu připojeno k Českému státu. V roce 1269 český král Přemysl Otakar II. (vládl 1253–1278) zřídil na celém Holasicku Opavské vévodství jako samostatnou zemi a věnoval ji svému levobočkovi Mikulášovi I., který zde založil boční větev rodu Přemyslovců. Po vymření opavských Přemyslovců v první polovině 15. století se zde střídali držitelé. Holasovice patří k nejstarším známým osídlením v širokém okolí. První písemná zmínka o Holasovicích pochází z roku 1155, kdy jsou zmíněny v bule papeže Hadriána IV. Svůj význam Holasovice ztrácejí poté, když Opava v roce 1224 získala městská práva.
Od Bílé hory patřily Holasovice Lichtenšteinům, kteří je získali v roce 1622 a drželi je až do pozemkové reformy (1923–1926). Po třicetileté válce byly Holasovice zcela pusté (1648). V první pruské válce prohrála Marie Terezie Horní Slezsko. Mírem vratislavským (1742) byla vytyčena hranice kolem Holasovic na řece Opavě, takže více než polovina holasovického katastru zůstala na německé straně. Teprve v roce 1959 byla hranice vyrovnána s hranici katastru.
V roce 1959 zde proběhl archeologický výzkum. Sondy v zahradě u Javorníků odkryly základy zděného kostela pravděpodobně z poloviny 12. století a starší dřevěné svatyně z doby, kdy jiný kostel v tomto kraji nebyl doložen. Sondy dále odkryly slovanské pohřebiště s mnoha hroby. V roce 2011 archeologové objevili dosud neznámé starobylé pohřebiště. Ve dvanácti hrobových jamách tu leželo třináct kosterních pozůstatků pocházejících přibližně z 10. století. Mimo ostatky mužů, žen a dětí se zde našly i dobové předměty – nože, kopí, stříbrné náušnice a další. Pod zmíněným pohřebištěm byl nalezen ještě kosterní hrob pocházející z pravěku.

## Pamětihodnosti
- Zámek Loděnice
- Eneolitické sídliště a slovanské hradiště, archeologické naleziště na návrší
- Rodný dům P. Křížkovského
- Sýpka
- Muzeum Slezský venkov[8]

## Části obce
- Holasovice
- Kamenec
- Loděnice
- Štemplovec

V letech 1964–1990 k obci patřily i Neplachovice.

## Rodáci
- Johann Beck (1706–1777), misionář Moravských bratří v Grónsku
- Pavel Křížkovský (1820–1885), český hudební skladatel, sbormistr a katolický kněz
- Alwin Nachtweh (1868–1939), německý inženýr, konstruktér a vysokoškolský profesor, narozen v Loděnici

## Doprava
Obcí prochází silnice I/57 a železniční trať Olomouc – Opava východ se stejnojmennou zastávkou.

## Galerie

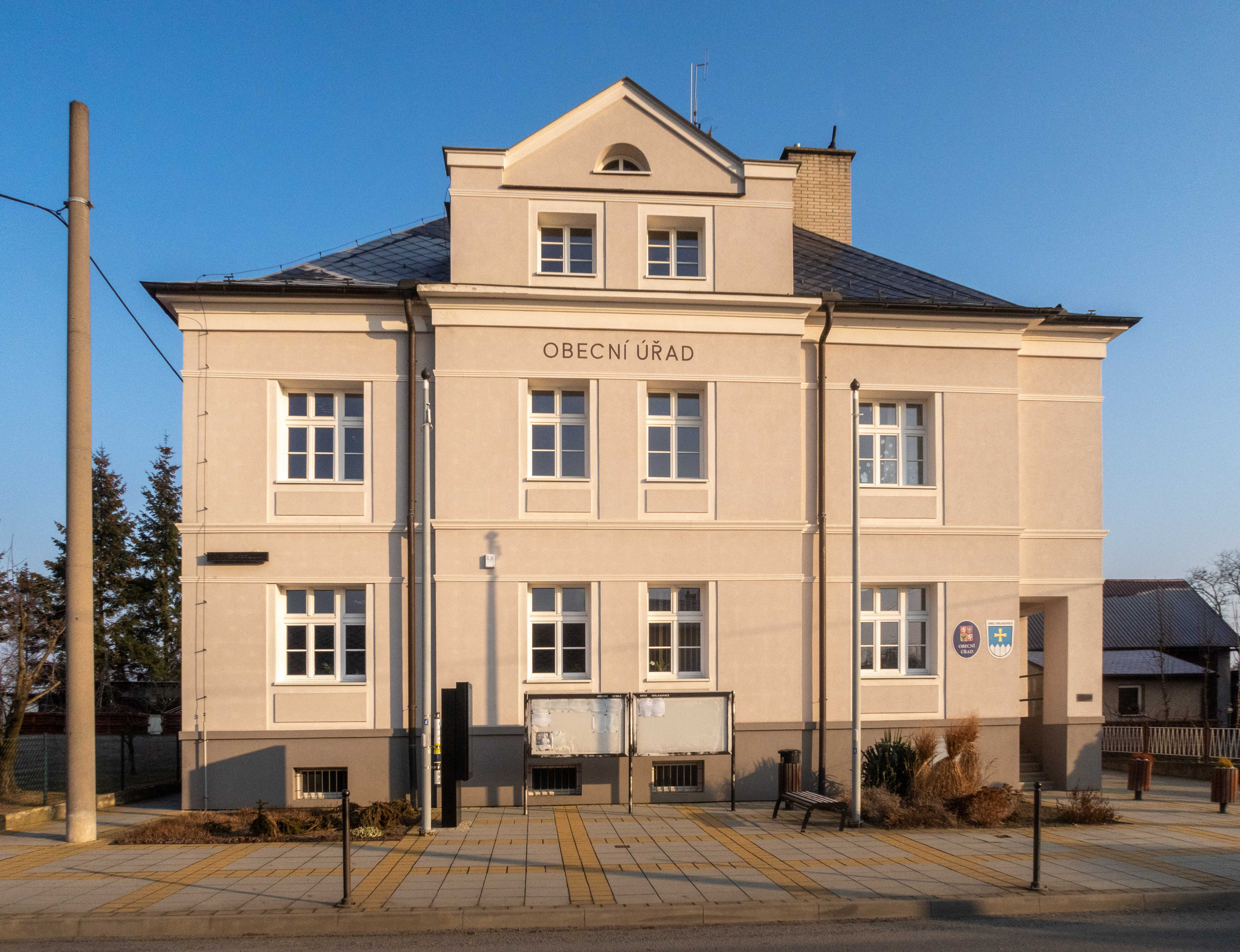
Obecní úřad
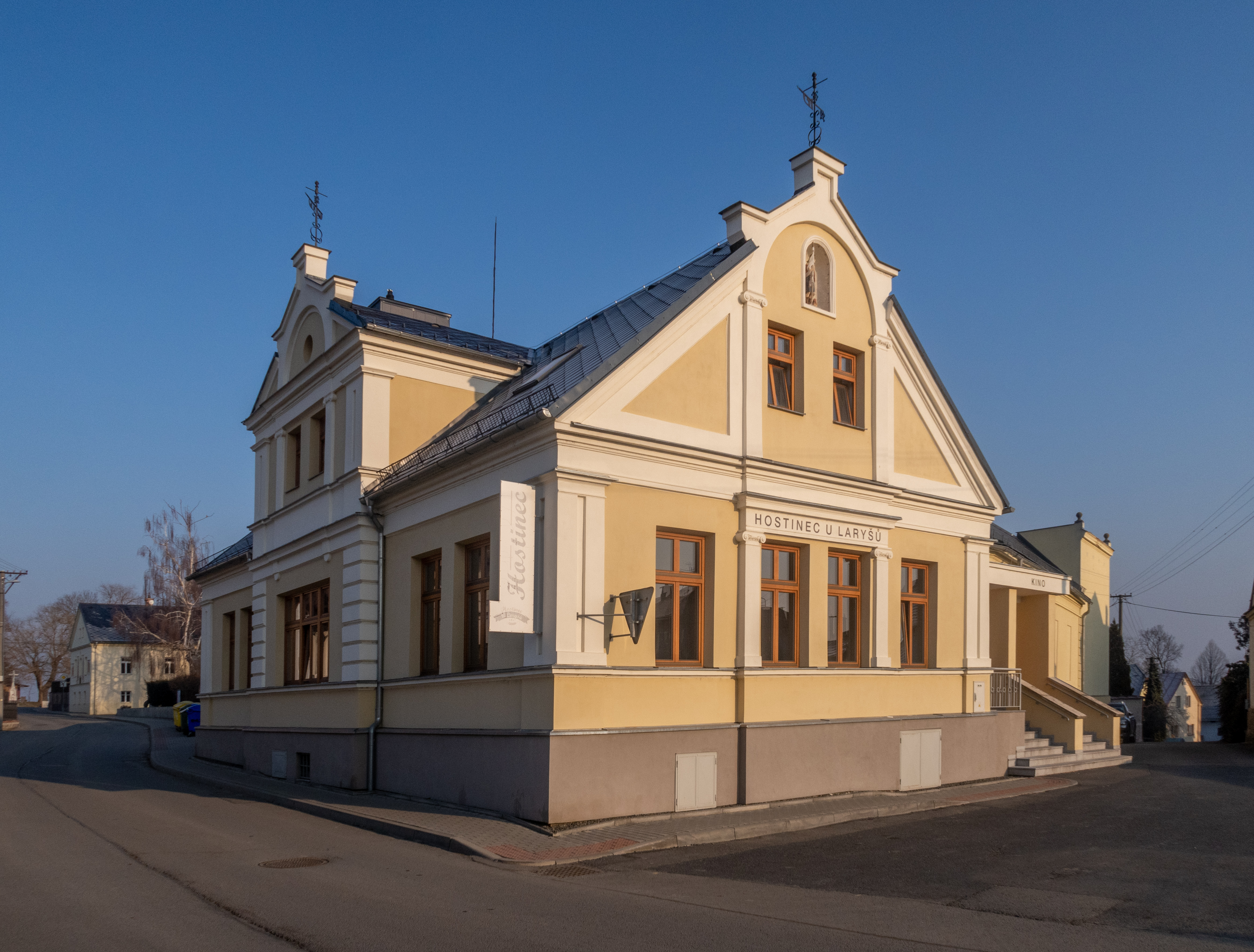
Hostinec u Laryšů a kino
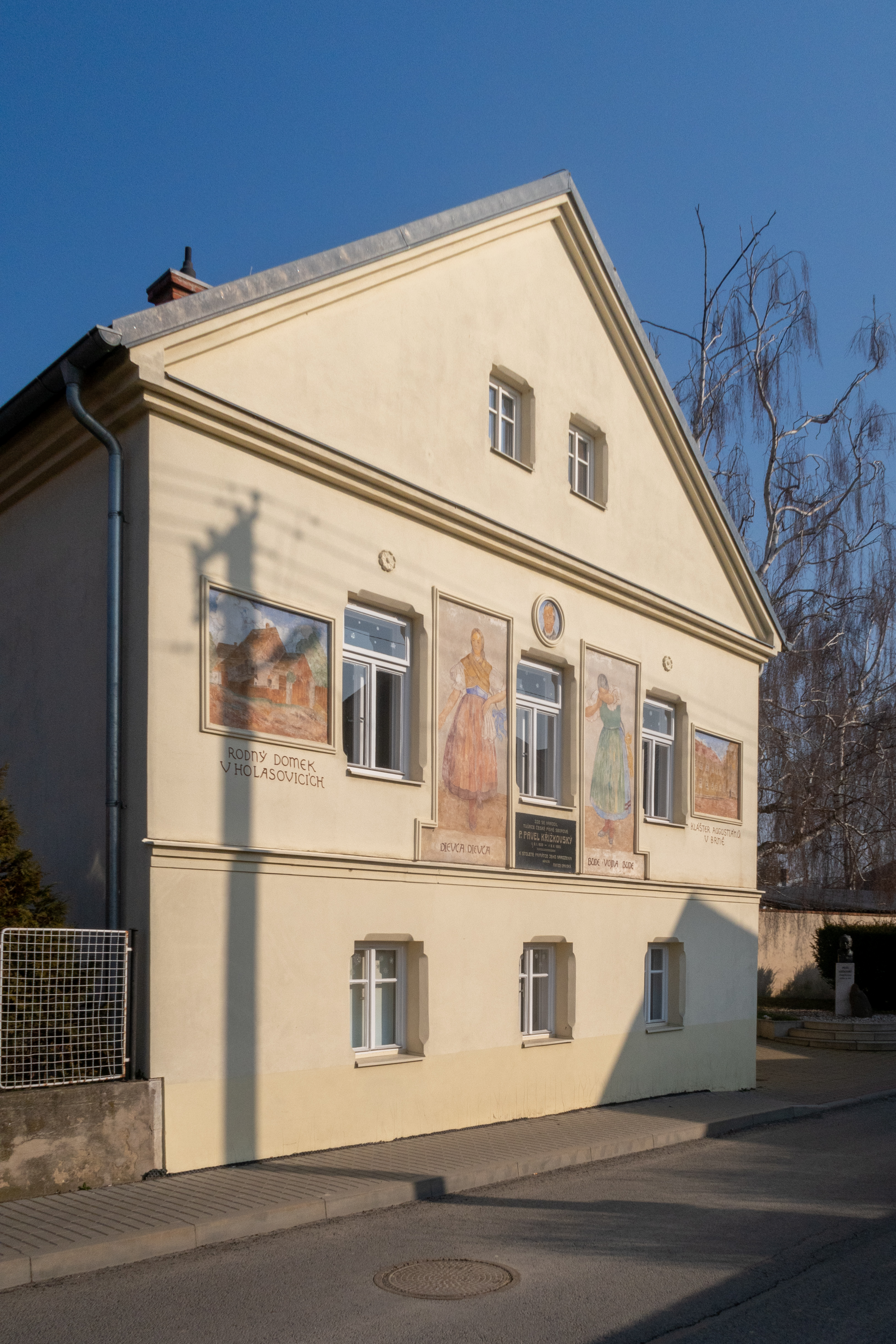
Tzv. rodný dům Pavla Křížkovského
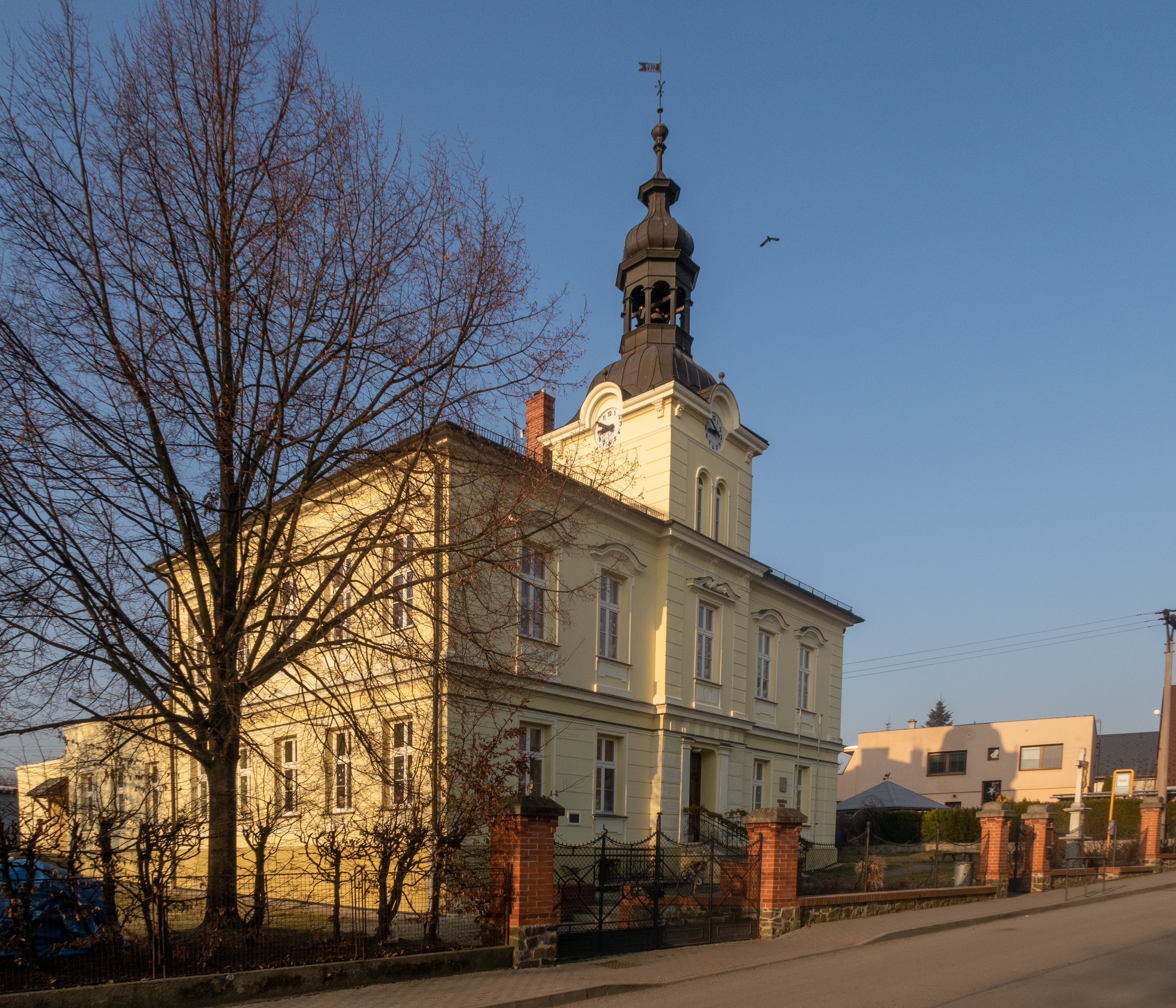
Mateřská škola
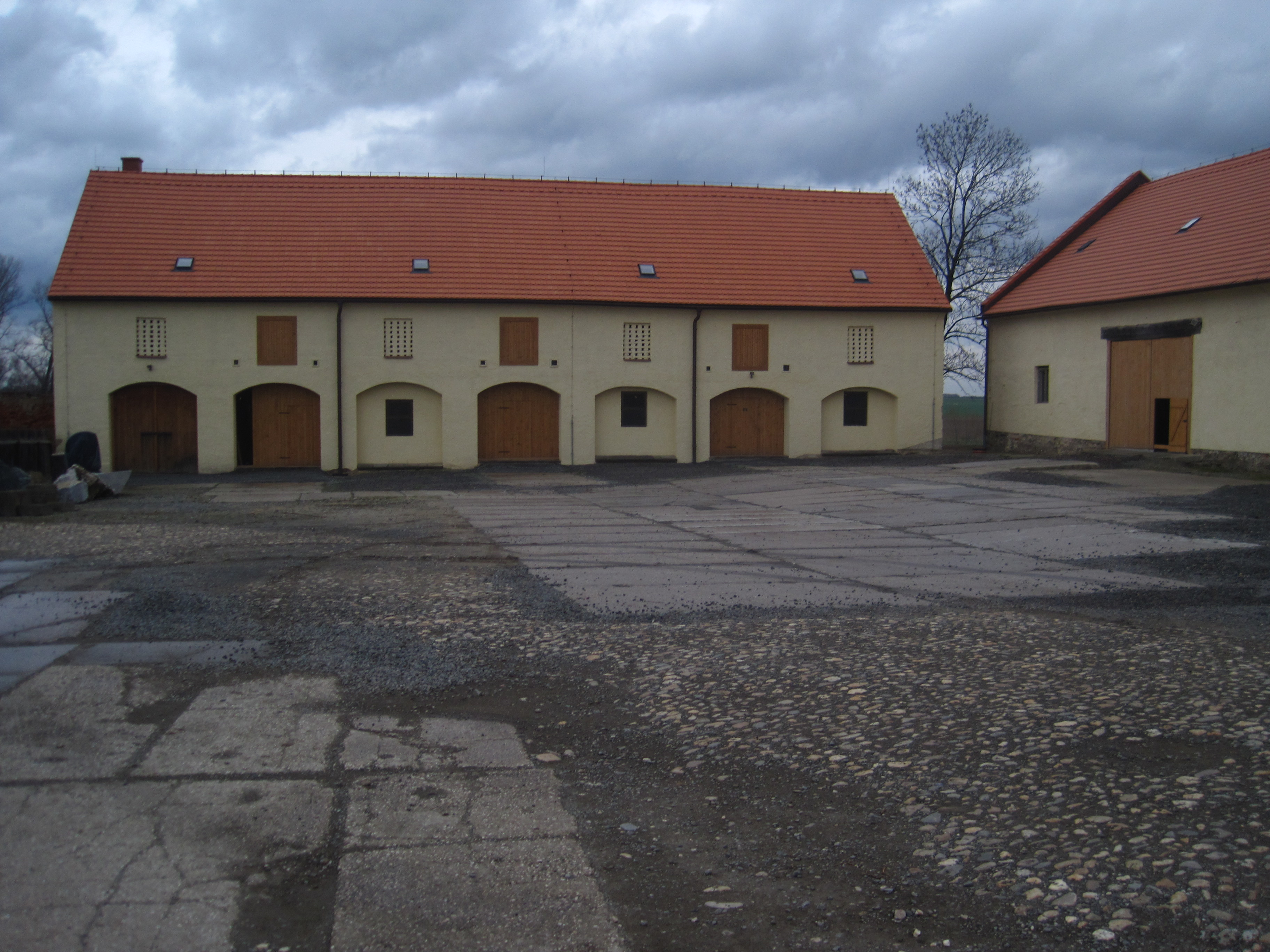
Muzeum Slezský venkov v hospodářském dvoře
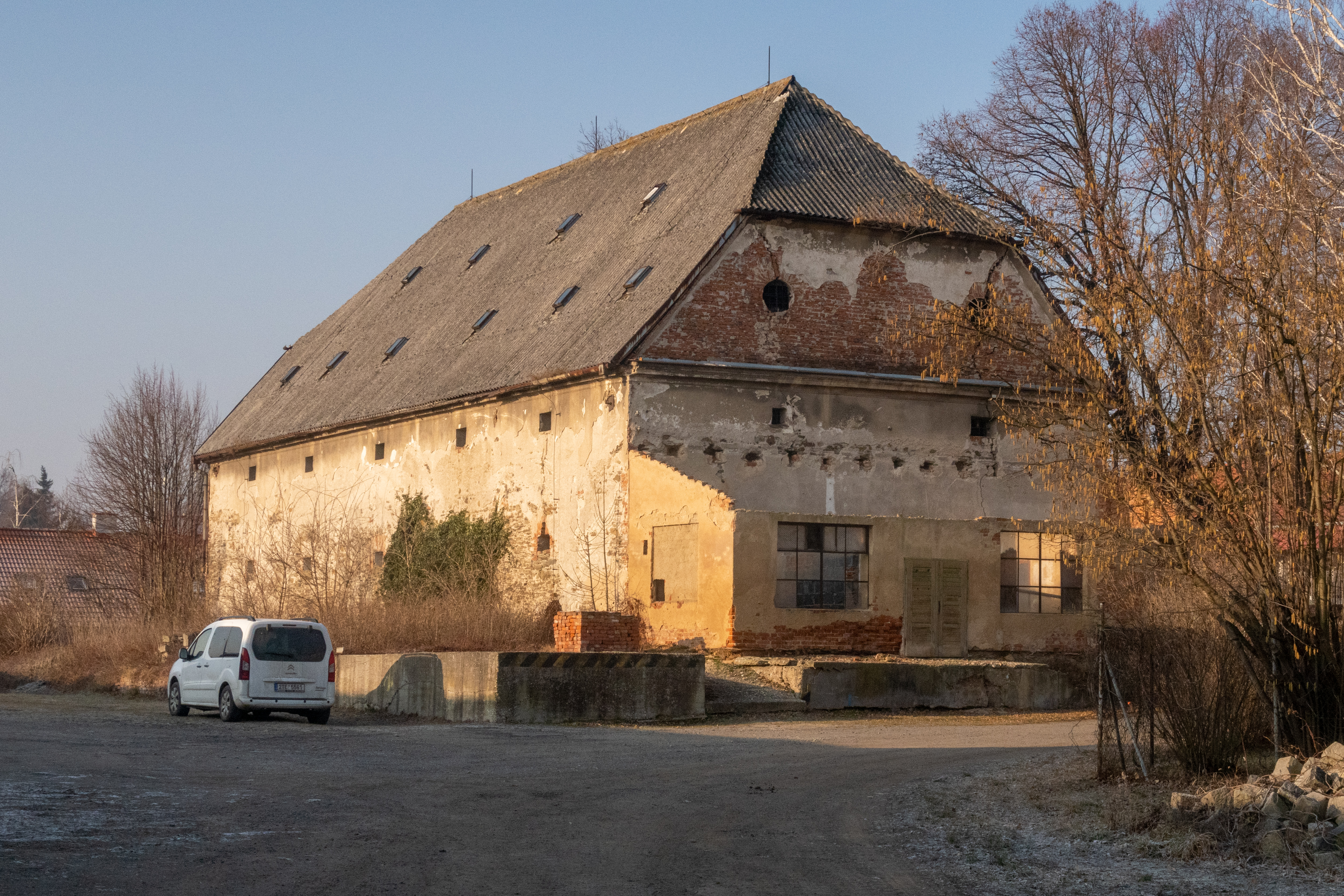
Sýpka